# Bob Slavenburg
Bob Slavenburg, właśc. Cornelis Slavenburg (ur. 23 grudnia 1917 w Schiedam, zm. 1981) – holenderski (do 1968 roku) i marokański (od 1968 roku) brydżysta z tytułem World Life Master (WBF).
Po zdobyciu Mistrza Świata w parach (w roku 1966) niespodziewanie w roku 1968 porzucił swego partnera, Hansa Kreijnsa i przeniósł się do Maroka, gdzie regularnie grywał z królem Hasanem.
Z powodu gry w brydża był uważany za czarną owcę w rodzinie bankiera.

## Wyniki brydżowe

### Olimpiady
Na olimpiadach uzyskał następujące rezultaty:
| Olimpiady brydżowe. Zawody teamów | Olimpiady brydżowe. Zawody teamów | Olimpiady brydżowe. Zawody teamów | Olimpiady brydżowe. Zawody teamów | Olimpiady brydżowe. Zawody teamów | Olimpiady brydżowe. Zawody teamów |
| Rok                               | Miejsce                           | Zawody                            | Kategoria                         | Drużyna                           | Pozycja                           |
| --------------------------------- | --------------------------------- | --------------------------------- | --------------------------------- | --------------------------------- | --------------------------------- |
| 1976                              | Monte Carlo                       | 5. Olimpiada Teamów               | Open                              | Marocco                           | 21                                |
| 1972                              | Miami Beach                       | 4. Olimpiada Brydżowa             | Open                              | Marocco                           | 14                                |
| 1968                              | Deauville                         | 3. Olimpiada Teamów               | Open                              | Netherlands                       | 4                                 |
| 1960                              | Turyn                             | 1. Olimpiada Teamów               | Open                              | Netherlands                       | 22                                |

### Zawody światowe
W światowych zawodach zdobył następujące lokaty:
| Mistrzostwa Świata. Konkurencja teamów | Mistrzostwa Świata. Konkurencja teamów | Mistrzostwa Świata. Konkurencja teamów | Mistrzostwa Świata. Konkurencja teamów | Mistrzostwa Świata. Konkurencja teamów | Mistrzostwa Świata. Konkurencja teamów |
| Rok                                    | Miejsce                                | Zawody                                 | Kategoria                              | Drużyna                                | Pozycja                                |
| -------------------------------------- | -------------------------------------- | -------------------------------------- | -------------------------------------- | -------------------------------------- | -------------------------------------- |
| 1978                                   | Nowy Orlean                            | 5. Mistrzostwa Świata                  | Open                                   | Sebti                                  | 12                                     |
| 1966                                   | Saint-Vincent                          | 14. Mistrzostwa Świata Teamów          | Open                                   | Netherlands                            | 4                                      |

| Mistrzostwa Świata. Konkurencja par | Mistrzostwa Świata. Konkurencja par | Mistrzostwa Świata. Konkurencja par | Mistrzostwa Świata. Konkurencja par | Mistrzostwa Świata. Konkurencja par | Mistrzostwa Świata. Konkurencja par |
| Rok                                 | Miejsce                             | Zawody                              | Kategoria                           | Partner                             | Pozycja                             |
| ----------------------------------- | ----------------------------------- | ----------------------------------- | ----------------------------------- | ----------------------------------- | ----------------------------------- |
| 1966                                | Amsterdam                           | 2. Mistrzostwa Świata               | Open                                | Hans Kreijns                        | 1                                   |

### Zawody europejskie
W europejskich zawodach zdobył następujące lokaty:
| Zawody europejskie. Konkurencja teamów | Zawody europejskie. Konkurencja teamów | Zawody europejskie. Konkurencja teamów | Zawody europejskie. Konkurencja teamów | Zawody europejskie. Konkurencja teamów | Zawody europejskie. Konkurencja teamów |
| Rok                                    | Miejsce                                | Zawody                                 | Kategoria                              | Drużyna                                | Pozycja                                |
| -------------------------------------- | -------------------------------------- | -------------------------------------- | -------------------------------------- | -------------------------------------- | -------------------------------------- |
| 1966                                   | Warszawa                               | 25. Mistrzostwa Europy Teamów          | Open                                   | Netherlands                            | 2                                      |
| 1965                                   | Ostenda                                | 24. Mistrzostwa Europy Teamów          | Open                                   | Netherlands                            | 2                                      |

## Klasyfikacja
- Cornelis (Bob) Slavenburg – klasyfikacja WBF (ang.)
- Cornelis (Bob) Slavenburg – klasyfikacja EBL (ang.)